# Graz Giants 2020
Questa voce raccoglie le informazioni riguardanti i Graz Giants nelle competizioni ufficiali della stagione 2020.

## Austrian Football League 2020

### Stagione regolare
| Graz 5 settembre 2020, ore 16:00 1ª giornata | Graz Giants | 19 – 31 (6-10 0-7 0-7 13-7) referto | Vienna Vikings | Stadion Eggenberg (700 spett.) |

| Vienna 12 settembre 2020, ore 16:00 2ª giornata | Vienna Vikings | 45 – 13 (21-0 14-6 10-0 0-7) referto | Graz Giants | Footballzentrum Ravelinstraße (440 spett.) |

| Vienna 26 settembre 2020, ore 16:00 3ª giornata | Vienna Vikings | 46 – 29 (14-6 13-7 6-9 13-7) referto | Graz Giants | Footballzentrum Ravelinstraße (400 spett.) |

| Graz 10 ottobre 2020, ore 16:00 4ª giornata | Graz Giants | - – - (annullata) | Vienna Vikings | Stadion Eggenberg |

## Styrian Indoor Bowl

### Stagione regolare
| Graz 1º febbraio 2020 | Upper Styrian Rhinos | 26 – 30 | Graz Giants | Raiffeisen Sportpark |

| Graz 1º febbraio 2020 | Graz Giants | 12 – 27 | Styrian Bears | Raiffeisen Sportpark |

### Statistiche di squadra
| Competizione      | %Vittorie | In casa | In casa | In casa | In casa | In casa | In casa | In trasferta | In trasferta | In trasferta | In trasferta | In trasferta | In trasferta | Totale | Totale | Totale | Totale | Totale | Totale |
| Competizione      | %Vittorie | G       | V       | N       | P       | Pf      | Ps      | G            | V            | N            | P            | Pf           | Ps           | G      | V      | N      | P      | Pf     | Ps     |
| ----------------- | --------- | ------- | ------- | ------- | ------- | ------- | ------- | ------------ | ------------ | ------------ | ------------ | ------------ | ------------ | ------ | ------ | ------ | ------ | ------ | ------ |
| Stagione regolare | .000      | 1       | 0       | 0       | 1       | 19      | 31      | 2            | 0            | 0            | 2            | 42           | 91           | 3      | 0      | 0      | 3      | 61     | 122    |
| Stagione regolare | .500      | 1       | 0       | 0       | 1       | 12      | 27      | 1            | 1            | 0            | 0            | 30           | 26           | 2      | 1      | 0      | 1      | 42     | 53     |
| Totale            | .200      | 2       | 0       | 0       | 2       | 31      | 58      | 3            | 1            | 0            | 2            | 72           | 117          | 5      | 1      | 0      | 4      | 103    | 175    |

## Statistiche personali
Presenti solo le statistiche della Austrian Football League.

### Marcatori
| Giocatore        | Ruolo | TD rush | TD recv | TD int | TD p.ret | TD k.ret | TD oth | Xp1 | Xp2 | FG | Saf | Totale |
| ---------------- | ----- | ------- | ------- | ------ | -------- | -------- | ------ | --- | --- | -- | --- | ------ |
| Bierbaumer       |       | 0       | 3       | 0      | 0        | 0        | 0      | 0   | 0   | 0  | 0   | 18     |
| Schaberl         |       | 0       | 2       | 0      | 0        | 0        | 0      | 0   | 0   | 0  | 0   | 12     |
| Rock             |       | 1       | 0       | 0      | 0        | 0        | 0      | 3   | 0   | 0  | 0   | 9      |
| Nelson           |       | 0       | 0       | 0      | 0        | 1        | 0      | 0   | 0   | 0  | 1   | 8      |
| Komeyli-Birjandi |       | 0       | 1       | 0      | 0        | 0        | 0      | 0   | 0   | 0  | 0   | 6      |
| McEachern        |       | 1       | 0       | 0      | 0        | 0        | 0      | 0   | 0   | 0  | 0   | 6      |
| Kager            |       | 0       | 0       | 0      | 0        | 0        | 0      | 2   | 0   | 0  | 0   | 2      |

### Passer rating
| Giocatore | G | Att | Comp | Int | Yds | TD | NFL    | NCAA   |
| --------- | - | --- | ---- | --- | --- | -- | ------ | ------ |
| Gardner   | 1 | 21  | 8    | 2   | 84  | 2  | 128,24 | 178,56 |
| McEachern | 2 | 51  | 25   | 2   | 358 | 2  | 68,91  | 113,08 |
| Steinmair | 1 | 18  | 10   | 0   | 185 | 2  | 42,66  | 84,08  |